# Edmund Conen
Edmund Conen (10 de novembre de 1914 - 5 de març de 1990) fou un futbolista alemany dels anys 30 i posterior entrenador.
Conen destacà principalment a dos clubs, 1. FC Saarbrücken i Stuttgarter Kickers, on passà la major part de la seva trajectòria esportiva.
Participà en el Mundial d'Itàlia 1934 on tingué una gran actuació, marcant 4 gols, i essent el segon màxim golejador del campionat, compartit amb Angelo Schiavio i per darrere d'Oldřich Nejedlý. Jugà amb la selecció alemanya entre 1934 i 1942, on jugà 28 partits i marcà 27 gols.
Quan només tenia 21 anys i ja havia triomfat al Mundial de 1934 patí una malaltia que l'apartà del futbol durant tres anys. El 1938 retornà de nou al futbol però no va poder participar en la Copa del Món de 1938.
Després de la II Guerra Mundial es convertí en entrenador a clubs com Eintracht Braunschweig, Wuppertaler SV o Bayer Leverkusen.